# Чак Гейгель
Чарльз Тімоті «Чак» Хейгел (англ. Charles Timothy «Chuck» Hagel; нар. 4 жовтня 1946, Норт-Платт, Небраска) — американський політик, член Республіканської партії США. Сенатор США від штату Небраска у 1997–2009 роках. Міністр оборони США з 27 лютого 2013 по 12 лютого 2015 року.

## Біографія
У 1967–1968 роках служив в Армії США, учасник війни у В'єтнамі. Нагороджений двома медалями «Пурпурове серце». Закінчив Університет Небраски у 1971 році, переїхав до Вашингтона щоб працювати лобістом. У 1984 році заснував оператора стільникового зв'язку «Вангард», став мультимільйонером.
Обирався до Сенату США у 1996 році і у 2002 році, входив до складу комітетів у закордонних справах, розвідці і банківської діяльності. Став першим за чверть століття сенатором-республіканцем від Небраски.
Наприкінці 2008 року розглядався як один з можливих кандидатів на посаду держсекретаря США (пост тоді зайняла Гілларі Клінтон).
7 січня 2013 президент США Барак Обама висунув Чака Хейгела на пост міністра оборони.
Комітет Сенату США з питань збройних сил схвалив кандидатуру Хейгела на пост міністра оборони і рекомендував Сенату затвердити Чака Хейгела як нового керівника військового відомства країни.
Проте, до кандидата виникло кілька претензій у сенаторів-однопартійців, пов'язаних з тим, що працюючи в Сенаті у 1997–2009 рр., він нерідко виступав з критикою політики Ізраїлю і відмовлявся підтримати ініціативи про-ізраїльських громадських організацій у США. Одного разу він несхвально висловився про могутнього «єврейському лобі» в США, заявивши, що він «не ізраїльський, а американський сенатор». Його тут же звинуватили в антисемітизмі. Також Хейгел виступав за вирішення іранської ядерної проблеми дипломатичним шляхом і засуджував спроби підштовхнути США та Ізраїль до війни з Іраном, а також допускав можливість переговорів з угрупованням «Хезболла». Після призначення на посаду Міністра оборони, Хейгел ініціював надання Ізраїлю найбільшого пакета військової допомоги за всю історію американо-ізраїльського співробітництва.
Хейгел широко критикувався американськими правозахисними організаціями та гей-активістами, за свою консервативну позицію стосовно служби геїв в армії та дотримання їх прав на військовій службі.
Ряд сенаторів-республіканців зажадали від Хейгела відзвітувати про гонорари, які він отримував за свої виступи протягом останніх п'яти років. Законодавців цікавило, ким виплачувалися гонорари, в яких кількостях і чи не мали до цього відношення іноземні організації.